# 刈羽村
刈羽村（かりわむら）は、新潟県刈羽郡にある村。1901年（明治34年）に発足した村で、刈羽郡に属する唯一の自治体である。

## 概要

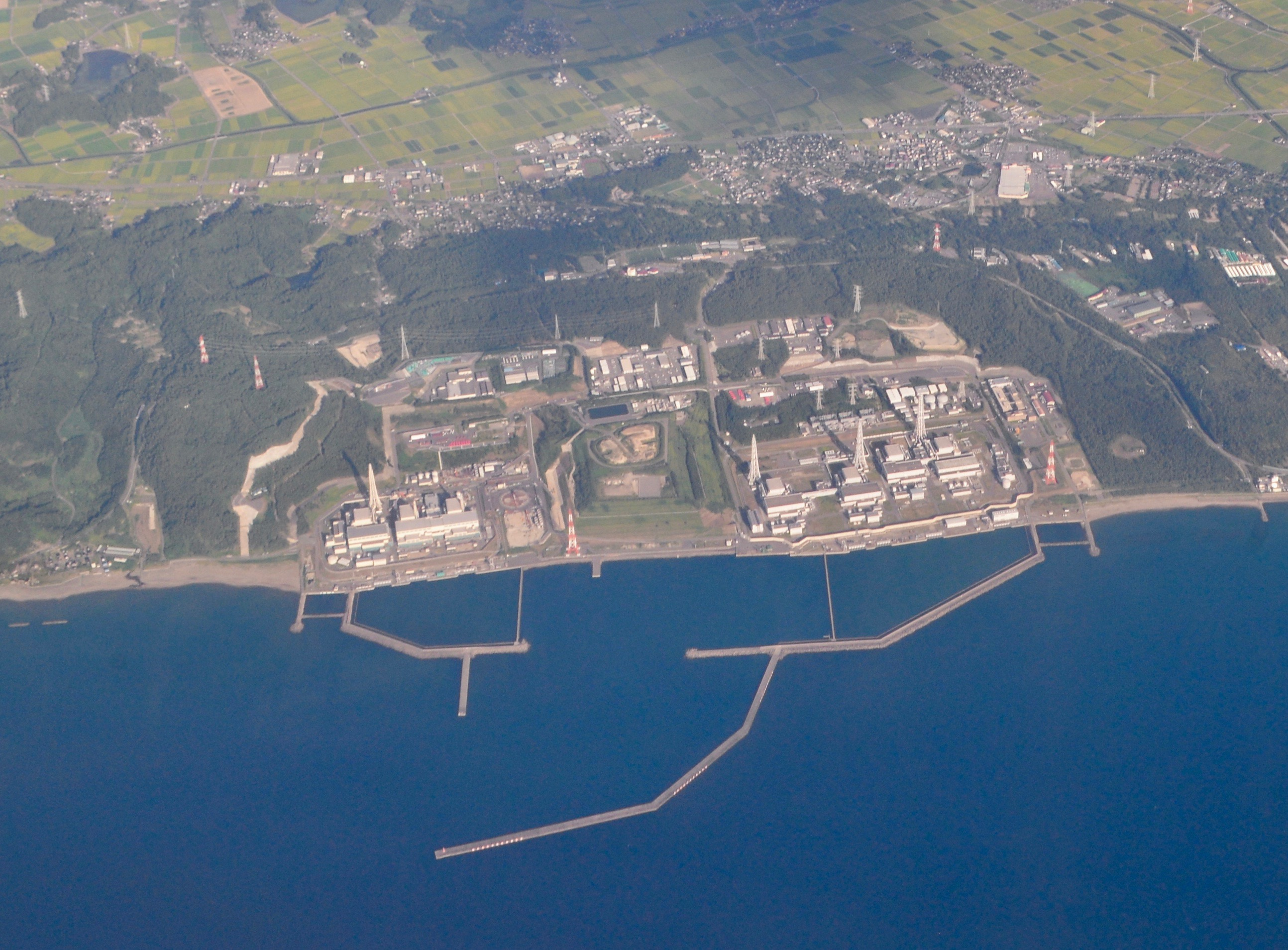
柏崎刈羽原子力発電所（画像奥側が村域）

地理的には長岡市と上越市の中間に位置しており、柏崎・刈羽地区の経済圏に属する。隣接する柏崎市への通勤率は54.8%（平成22年国勢調査）。柏崎市のベッドタウンである。
柏崎市とまたがって村内には東京電力ホールディングスの柏崎刈羽原子力発電所（5号機から7号機）が立地しており、原子力発電施設等立地地域の振興に関する特別措置法の発電所立地市町村及び立地地域となっている。2021年度時点において地方交付税不交付団体である。2020年度の一般会計予算の歳入は約68億円で、固定資産税として約20億円、電源立地地域対策等交付金が約11億円、核燃料税が約2億円などとなっている。
公営の刈羽村ケーブルテレビを運営しており、村役場には大型の受信設備を有している。

## 地理
平成の大合併において新潟県内で合併をしなかった数少ない自治体の一つで、周辺市町村の合併により柏崎市に囲まれ、一部が長岡市に接する形になっている。町域のうち黒川と油田の2大字が飛び地になっている。2005年（平成17年）5月1日に柏崎市が刈羽郡西山町を編入したことにより、飛び地以外の区域が柏崎市に囲まれることとなった。なお、柏崎刈羽原子力発電所が海の程近くに存在するが、実際には海岸部分だけが柏崎市に属する形になっており、刈羽村に海岸線はない。
- 河川: 別山川
- 湖沼: 大池

## 歴史
- 1889年（明治22年）4月1日 - 町村制施行により、刈羽郡刈羽村・割町新田・上高町村・下高町村・正明寺村の区域をもって刈羽村が発足する。
- 1901年（明治34年）11月1日 - 第2次町村合併で、高柳村、石地町、内郷村等と共に刈羽村が誕生する。新設の刈羽村はそれまでの（旧）刈羽村と勝山村及び東城村の一部を含む。
- 1956年（昭和31年）9月30日 - 中通村の一部を編入。
- 1959年（昭和34年）4月10日 - 二田村の一部を編入。
- 1979年（昭和54年）- 高町・赤田・勝山小学校が廃校になり、刈羽小学校へ統合される。
- 1985年（昭和60年）9月18日 - 柏崎刈羽原子力発電所の1号機の運転が開始される。
- 1997年（平成9年）7月2日 - 柏崎刈羽原子力発電所が7号機が営業運転を開始。世界最大の原子力発電所となる。
- 2005年（平成17年）5月1日 - 柏崎市が西山町と高柳町を編入したことにより、刈羽郡に属するのは刈羽村だけとなる。
- 2007年（平成19年）7月16日 - 柏崎沖を震源とする新潟県中越沖地震が発生し、最大震度6強を記録する。
- 2016年（平成28年）10月12日 - 役場の新庁舎が竣工する[4]。

## 人口
| |                                        |  |
| 刈羽村と全国の年齢別人口分布（2005年） | 刈羽村の年齢・男女別人口分布（2005年） |  |
| ■紫色 ― 刈羽村 ■緑色 ― 日本全国 | ■青色 ― 男性 ■赤色 ― 女性              |  |
| 刈羽村（に相当する地域）の人口の推移 \| 1970年（昭和45年） \| 5,429人 \| \| \| 1975年（昭和50年） \| 5,139人 \| \| \| 1980年（昭和55年） \| 5,346人 \| \| \| 1985年（昭和60年） \| 5,502人 \| \| \| 1990年（平成2年） \| 5,522人 \| \| \| 1995年（平成7年） \| 5,702人 \| \| \| 2000年（平成12年） \| 5,028人 \| \| \| 2005年（平成17年） \| 4,806人 \| \| \| 2010年（平成22年） \| 4,800人 \| \| \| 2015年（平成27年） \| 4,775人 \| \| \| 2020年（令和2年） \| 4,380人 \| \| |                                        |  |
| 総務省統計局 国勢調査より |                                        |  |
| 1970年（昭和45年） | 5,429人                                |  |
| 1975年（昭和50年） | 5,139人                                |  |
| 1980年（昭和55年） | 5,346人                                |  |
| 1985年（昭和60年） | 5,502人                                |  |
| 1990年（平成2年） | 5,522人                                |  |
| 1995年（平成7年） | 5,702人                                |  |
| 2000年（平成12年） | 5,028人                                |  |
| 2005年（平成17年） | 4,806人                                |  |
| 2010年（平成22年） | 4,800人                                |  |
| 2015年（平成27年） | 4,775人                                |  |
| 2020年（令和2年） | 4,380人                                |  |

## 行政

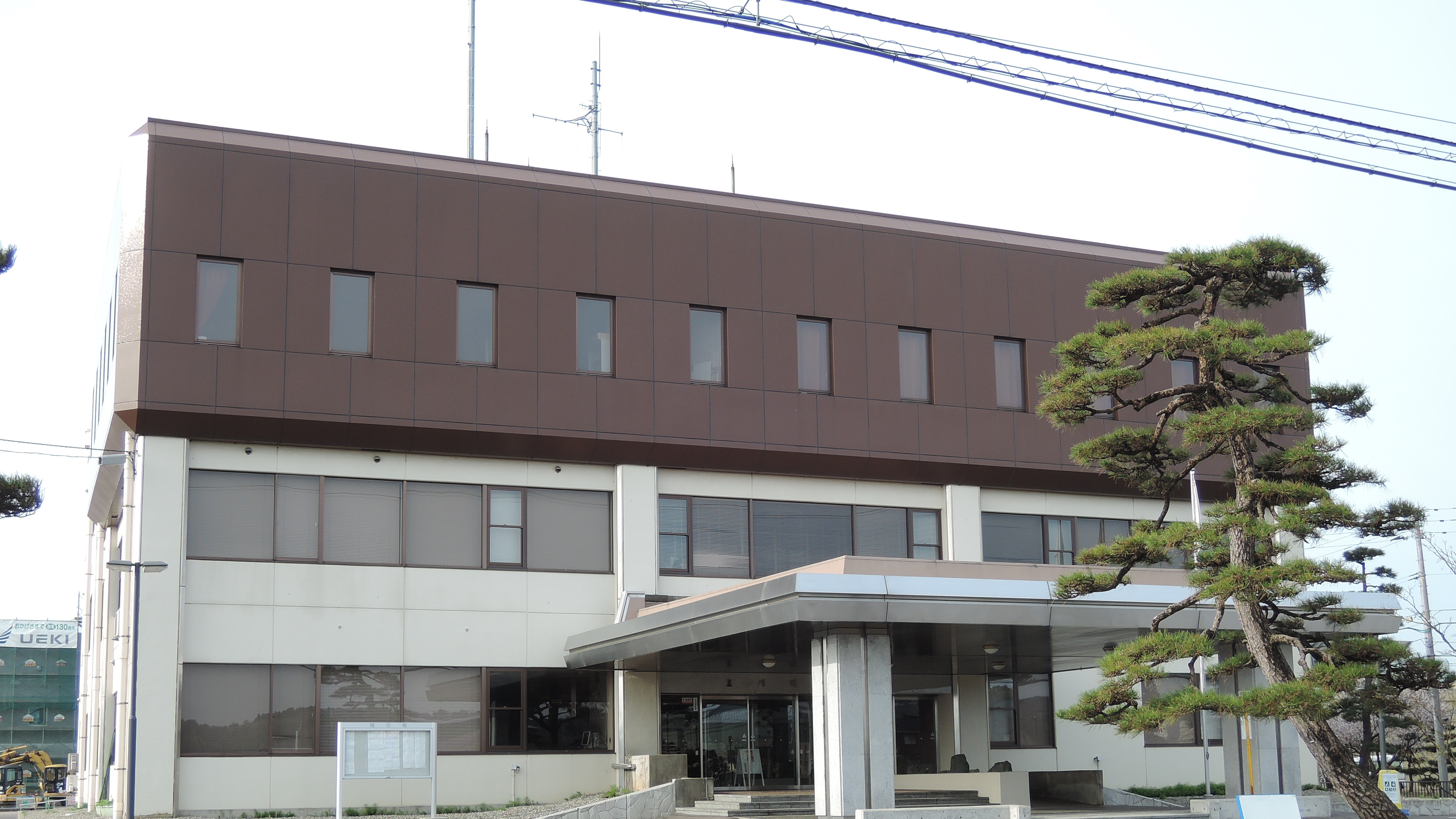
先代の刈羽村役場

- 村長：
  - 木村博保（1963年-1968年）
  - 近藤光夫（1972年-1992年）[5][6][7]
  - 加藤実（1992年-2000年）[8]
  - 品田宏夫（2000年12月15日～）

## 経済

### 産業
- 主な産業
  - 電気

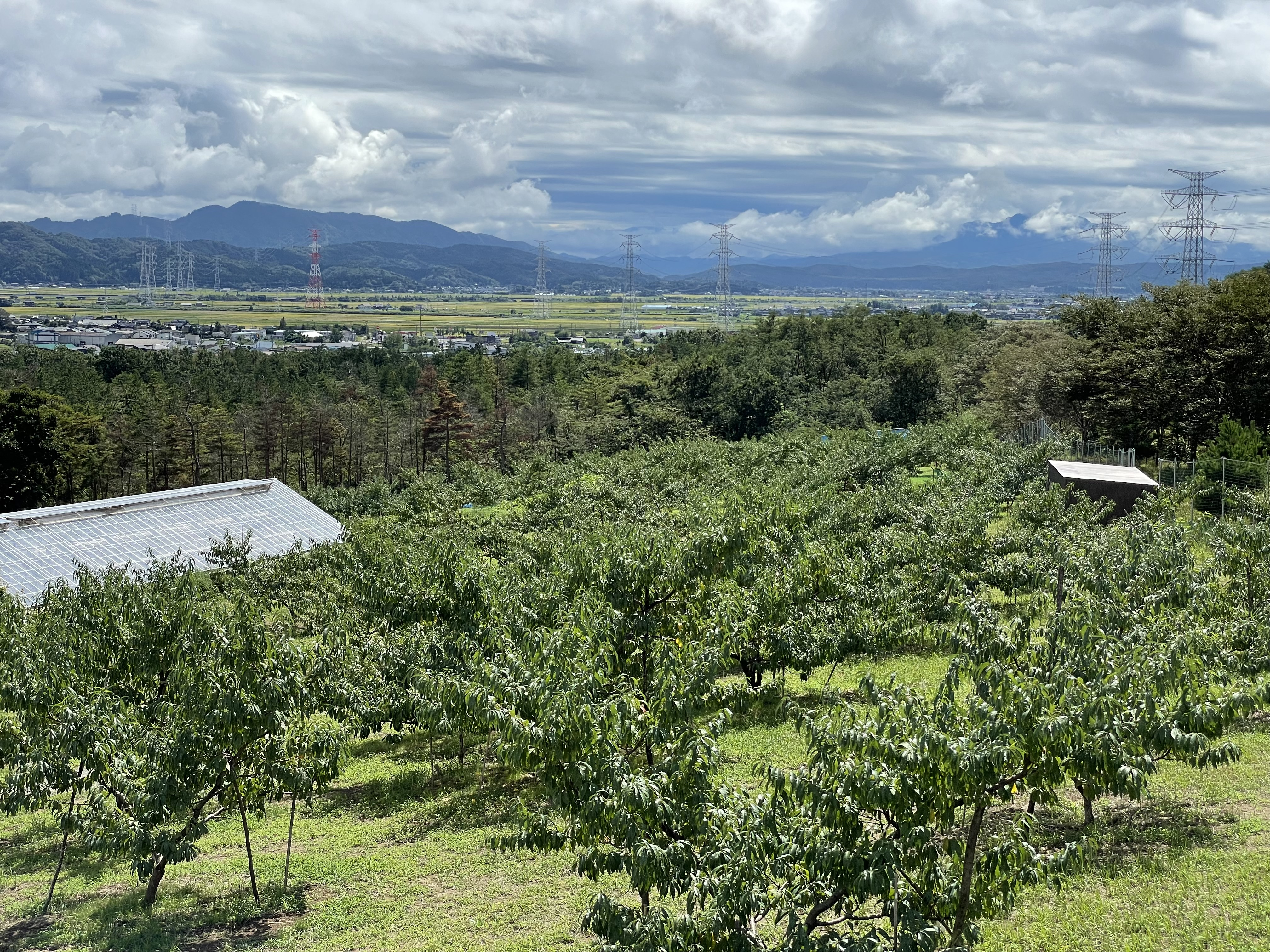
砂丘桃の畑

    - 柏崎刈羽原子力発電所（東京電力ホールディングス）

  - 農業
    - コシヒカリ
    - 砂丘桃
- 産業人口（平成17年）
  - 第一次産業：251 （9.8%）
  - 第二次産業：892 （34.8%）
  - 第三次産業：1,406 （54.9%）
  - 総計：2,560

## 姉妹都市
- ハーフムーンベイ市

## 教育
- 刈羽村立刈羽小学校
- 刈羽村立刈羽中学校

## 施設

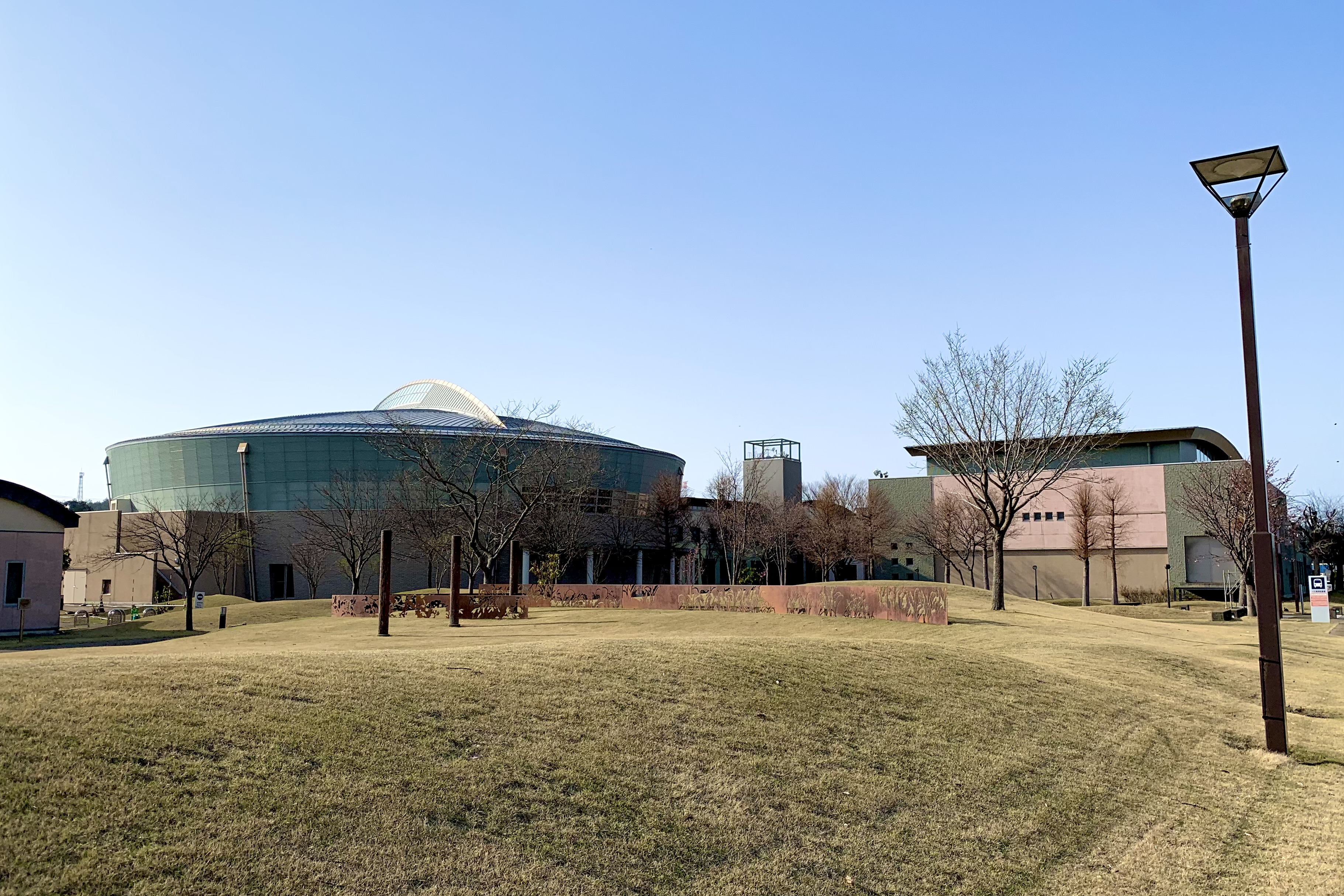
刈羽村生涯学習センター「ラピカ」

- 刈羽村生涯学習センター「ラピカ」
1999年（平成11年）10月に全館オープンした複合施設[9]。体育施設、図書館、文化ホール、公民館を備えた施設で、近隣に同時期に整備された源土運動広場と合わせ、村の生涯学習振興公社が管理運営する形でスタートした[9][10]。

## 交通

刈羽駅

### 鉄道路線
- 東日本旅客鉄道（JR東日本）越後線
  - 荒浜駅 - 刈羽駅

### 路線バス
- 越後交通
  - 柏崎駅前 - 荒浜 - 刈羽駅入口 - 椎谷 - 石地中央 - 出雲崎車庫前
- 刈羽村コミュニティバス「ぴーちゃん」 - 町内を運行し無料で利用可能。土日祝日は運休。一部の路線は月・水・金曜日のみ運行。

### 道路
- 高速道路
  - インターチェンジ：村域には存在しないが、北陸自動車道西山ICより役場まで車で約7分である。
  - SA/PA：北陸自動車道刈羽パーキングエリア
- 一般国道
  - 国道8号、国道116号、国道352号
- 都道府県道
  - 主要地方道：新潟県道23号柏崎高浜堀之内線、新潟県道73号鯨波宮川線
  - 一般県道：新潟県道148号刈羽停車場線、新潟県道215号荒浜中田線、新潟県道369号黒部柏崎線、新潟県道393号礼拝長岡線

## 名所・旧跡・観光スポット・祭事・催事

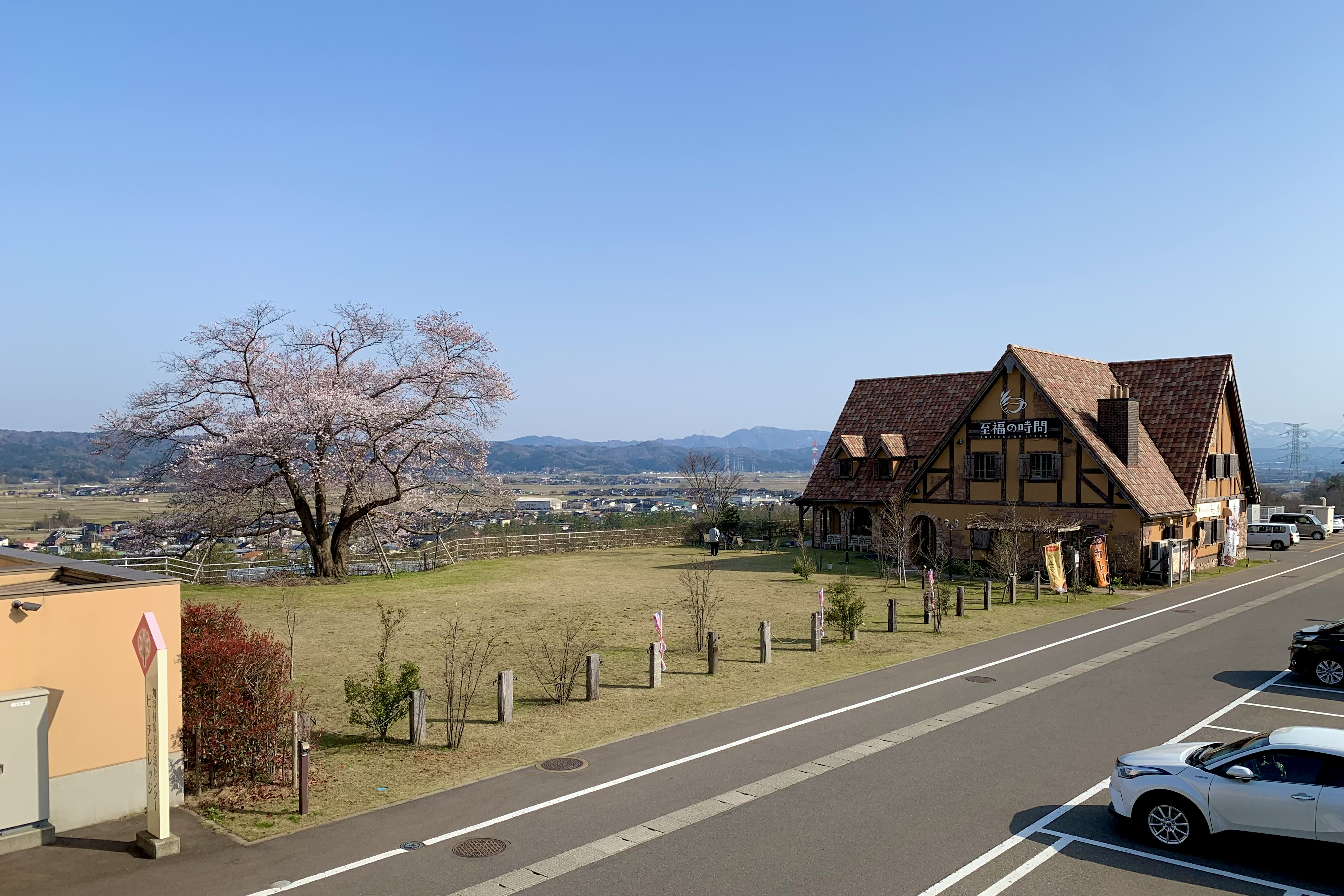
ぴあパークとうりんぼ

- 赤田城
- 東福院
- 常楽寺
- 宝蔵寺
- 勝山城址
- 刈羽貝塚
- ぴあパークとおりんぼ
2012年（平成24年）10月にオープンした複合施設[11]。約8.8 haの敷地に人工芝サッカー場2面と温浴施設を併設した宿泊交流センター「ピーチビレッジ」、特産の越後姫やトマト、砂丘桃を栽培する園芸ハウスや圃場、カフェ併設の菓子店「スイーツガーデン」のほか、JAや新潟大学の施設が整備された[12][13]。愛称は「ピーチ」「アグリカルチャー」と越後鉄道にかつて設けられていた臨時駅「桃林（とうりん）駅」に由来する[14]。東京電力からの寄付金を活用し、公設民営方式で整備された[11]。
- 東京電力ホールディングス(株)原子力サービスホール
- 刈羽村ふるさとまつり
- 桃の花見フェスティバル
- 滝谷灯籠押し合い祭

## 出身の著名人
- 希帆ノ海勇樹 -  大相撲力士、出羽海部屋。本名：山崎譲
- 小黒達也 - ローカルタレント 漫才コンビ「オミアイサドンデス」 / 2008年10月映画『二重心臓』（秋原正俊監督）出演
- 安沢たく - 元プロレスラー（最終所属：KAIENTAI-DOJO）
- 安沢明也 - 元プロレスラー（最終所属：新日本プロレス）。安沢たくの実兄。

## エピソード（出来事）
- 1970年代までに村内を流れる別山川に4本の橋（上流から和田橋、市中橋、井角橋、東栄橋）が架けられた。橋名の中の字を並べると「田中角栄」となる。田中に対する村民の感謝の表れとされている[15]。
- 2001年5月27日、柏崎刈羽原子力発電所でのプルサーマル計画の是非を問う住民投票が行われ、反対が賛成を上回った。有権者4090人のうち、投票者数は3605人（投票率：88.14％）。確定投票の結果は反対が1925（53.4％）に対し賛成が1533（42.52％）、保留が131（3.63％）。

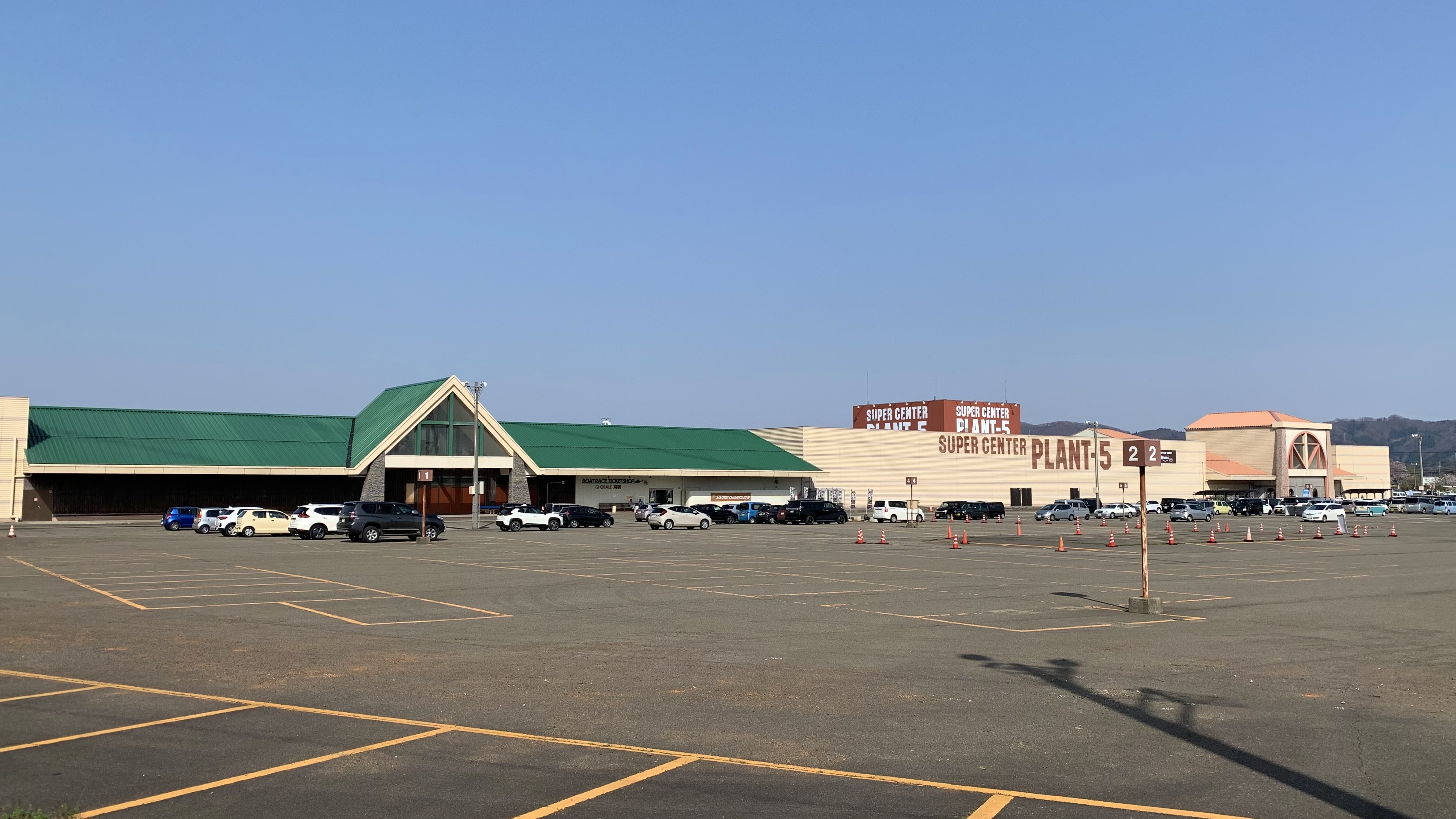
PLANT-5刈羽店（2022年4月）

- 2004年11月19日、村内に初の大型スーパーセンター、PLANT-5刈羽店が開店した。しかし、2007年7月16日に発生した新潟中越沖地震により店舗施設などに甚大な被害を受け、復旧工事のために多額の資金がかかること、復旧工事期間に収益の見込みがないことを理由に、翌月に開かれた取締役会において同年9月20日をもって閉店することが決定した。その後、村政・住民からの熱望を受け、2012年4月26日に営業を再開した。再開後、被害の大きかった建物の一部スペースは未利用のままとなっていたが、村が公募型プロポーザル方式により開発事業者を募集し、2023年10月に宿泊施設「刈羽パワーヴィレッジ」がオープンした[16][17]。また、同年7月1日には駐車場の敷地内に刈羽診療所が移転して新たに「かりわ消化器内科クリニック」として開院した[16][18]。